# Provincia Gorizia
Gorizia (în slovenă Gorica, în traducere „muntele mic”, de la cuvântul slav gora, „munte”) este o provincie în regiunea Friuli-Venezia Giulia în Italia.